# Lac Esseï
L'Esseï est un lac d'eau douce, inscrit dans le Kraï de Krasnoïarsk. Situé sous le Cercle polaire arctique, il appartient ainsi au raïon d'Évenkie, et s'étend sur 238 km2.
Ce lac très poissonneux contribue à la richesse écologique locale, ainsi que la taïga environnante abritant nombre d'animaux à fourrure : rennes, ours, renards, zibelines, gloutons,…
Les habitants autochtones actuels sont majoritairement des descendants de groupes toungouses (dont dolganes) et iakoutes, ainsi que des colons russes établis depuis le XVIIe siècle.